# Zorgvliet (Wingene)
Zorgvliet is een 22 hectare groot bos- en natuurgebied in Ruddervoorde in de Belgische gemeente Oostkamp, bij het 'Landschapspark Bulskampveld'. Domein Zorgvliet is een gemeentelijk bos van de gemeente Oostkamp. Vroeger stond er een kasteel: in het begin van de 19de eeuw werd een bestaande boerderij genaamd "Zorgvliet" verbouwd tot een classicistisch kasteeltje in opdracht van baron de Croeser. In 1948 brandde het uit door een blikseminslag. De overgebleven gebouwen werden later uitgebaat als restaurant-hotel-bar. Na de tweede brand bleef de zaak gesloten. Dit domein van 22 ha groot werd in 1999 door de gemeente aangekocht en in 2002 opengesteld voor het publiek. Doorheen het bos (middelhout en naaldbomen) loopt een typisch dambordvormig drevenstelsel. Centraal liggen de restanten van een koetshuis en stallen van het vroegere kasteel. De centrale vijver en aanpalende graslanden zijn in 2015 in ere hersteld. Het domein heeft naast de ruïnes van het kasteel ook een ijskelder (met vleermuizen), een restant van de oude tuinmuur en de oranjerie en een unieke vijver. In het zuiden sluit domein Zorgvliet aan op de Munkebossen. Zorgvliet is Europees beschermd als onderdeel van Natura 2000-habitatrichtlijngebied 'Bossen, heiden en valleigebieden van Zandig Vlaanderen: westelijk deel'.